# 과시

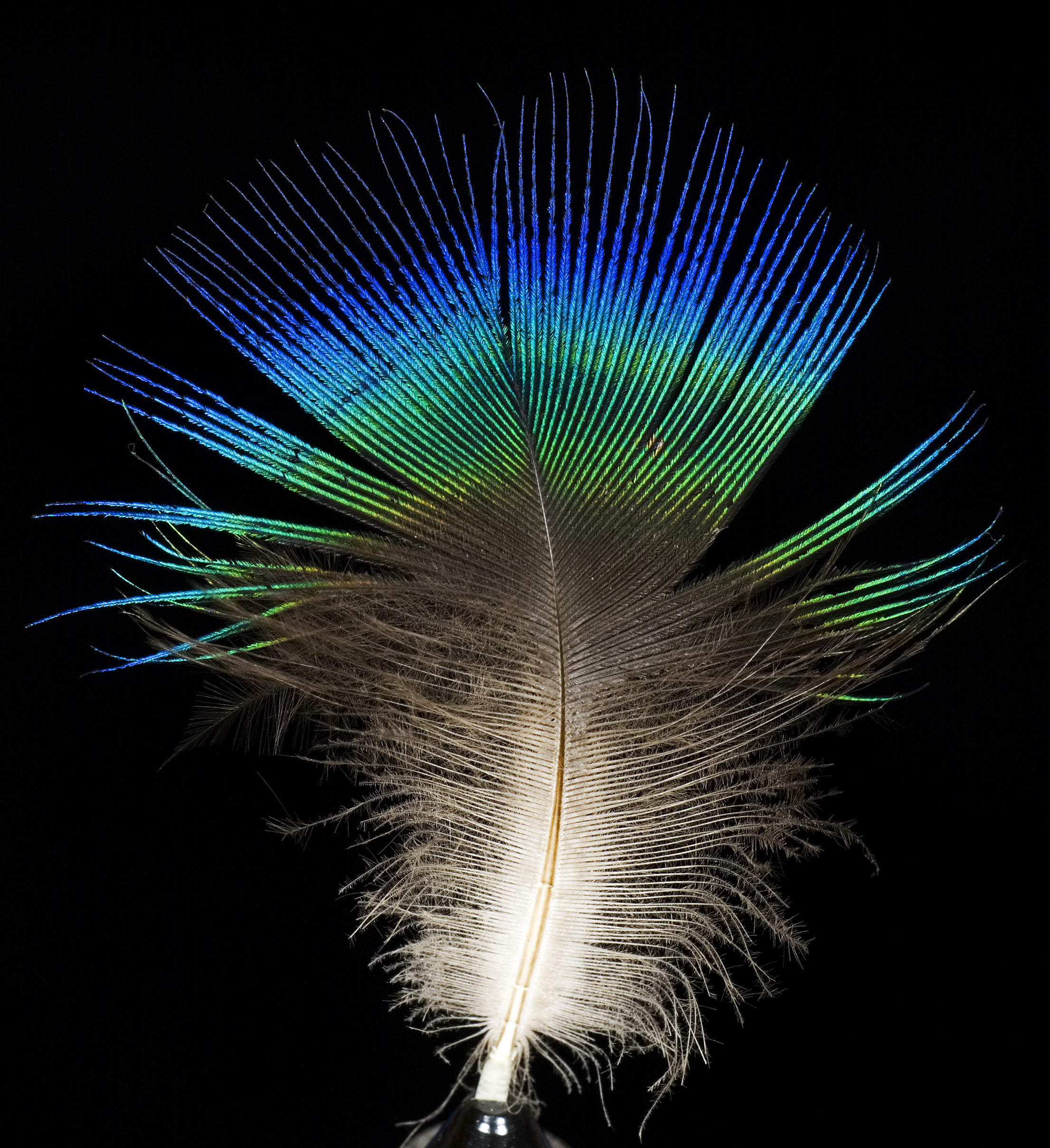
수컷 새들은 과시를 위해 화려한 색의 깃털을 가지는 경우가 많다. 인도공작(Payo cristatus)의 깃털.

과시(誇示, display 디스플레이[*])는 동물 행동의 한 형태로 다양한 경로를 통해 종의 생존과 연결되어 있다. 동물들이 사용하는 과시의 한 예로는 구애가 있다. 보통 수컷이 색깔, 형태, 또는 크기로 뚜렷하게 구분되는 특징을 가지고 암컷의 관심을 끌게 된다. 다른 예로는 영토와 관련된 과시 행동이 있는데 자신이 속한 가족 등의 그룹이 먹이를 찾거나 사냥하는 영역을 수호하기 위해서 과시를 하게 된다. 세번째 경우는 수컷들이 번식할 수 있는 '권리'를 얻기 위해 서로 싸우는 종의 경우에서 볼 수 있다.

## 동물들의 예
동물들은 과시 및 영역표시 행동을 해서 같은 종의 다른 개체들에게 신호를 보낸다. 동물들의 과시에는 대단히 다양한 방식이 있지만 보통은 해당 개체의 건강이나 강인함, 또는 독을 가지고 있다는 사실을 정직하게 나타내 준다. 종 내에서는 짝짓기 경쟁에서 흔히 볼 수 있다. 이 때 과시는 같은 성의 상대를 위협하는 것일 수도, 암컷에게 구애를 하는 것일 수도, 혹은 둘 다에 해당할 수도 있다. 구애용 과시의 예로는 풍조가 암컷의 관심을 끌기 위해 짓는 둥지가 있다. 다른 동물, 예를 들어 어떤 게(fiddler crabs)는 상대방을 위협하기 위해 유난히 큰 한 쪽 집게발의 크기를 내보인다. 앞서 언급되었듯이 과시는 동물들 사이에 직접적인 경쟁을 통해 짝이 아닌 다른 자원을 얻기 위해서도 사용된다. 생태적 지위의 특성 상 강력한 무기를 가지게 된 동물들의 경우 물리적으로 직접 맞붙었을 때 둘 중 하나, 혹은 둘 다 죽을 수도 있다. 이 경우 과시 행위는 상대방의 싸움 능력을 가늠함으로써 불필요한 싸움을 피해 위험과 비용을 줄일 수 있게 해준다. 이런 행동의 예는 딱정벌레, 조류, 포유류 등 여러 종류의 동물에서 찾아볼 수 있다.

## 인간의 예
인간은 보통 재력이나 명성을 얻음으로써 자신이 짝짓기 상대로 알맞다는 것을 내보이곤 한다. 파푸아의 "대인"은 커다란 잔치를 베풀어 그들의 사회적 영향력과 권력이 얼마나 되는지를 과시한다. 태평양 북서부의 포틀래치도 비슷한 효과를 가진다.

## 토너먼트 종
동물학에서 토너먼트 종이란 한 쪽 성이 (보통 수컷들) 짝짓기를 위해 경쟁하는 종들을 말한다. 토너먼트 종에서는 경쟁을 하는 성의 대부분 개체들은 경쟁에서 이기지 못하기 때문에 짝짓기를 하지 못한다. 하지만 다른 쪽 성의 모든 개체들은 경쟁에서 이긴 몇몇의 승자들과 짝짓기를 하게 된다.
토너먼트 종의 특징은 동성 간의 치열한 싸움이다. 이런 종들에서 눈에 띄게 몸집이 크거나 잘 무장된 개체들은 경쟁에서 유리한 점을 가지게 되지만 이것은 같은 성 내에서만 의미가 있다. 따라서 대부분의 토너먼트 종들은 상당한 성적 이형성을 보인다. 토너먼트 종의 예로는 뇌조, 공작, [사자]], 산악고릴라, 그리고 코끼리물범 등이 있다.
어떤 종에서는 경쟁이 일어나는 성의 개체들이 레크 (동물 행동)라고 불리는 과시를 위해 이용되는 장소에 모여든다. 다른 종에서는 경쟁이 좀 더 직접적으로 수컷들끼리 싸우는 형태로 진행된다.
몇몇 종에서는 암컷들이 수컷을 놓고 경쟁한다. 이런 종에는 물꿩과의 몇몇 종, 도요과의 몇몇 종, 그리고 점박이하이에나 등이 있다. 이 경우 암컷이 큰 몸집, 공격성, 영역보호 등 암컷들 사이의 싸움에 도움이 되는 특징들을 가지고 있다. 다수의 수컷으로 이루어진 "하렘"을 거느리는 경우도 있다.
대부분의 종들은 토너먼트 종과 암수 한 쌍이 짝을 이루는 페어 본드 종 사이의 중간 어디쯤에 위치한다.

## 같이 보기
- 경계색
- 레크 짝짓기
- 교배
- 성선택